# Gaetano Bisleti
Gaetano Bisleti (ur. 20 marca 1856 w Veroli, zm. 30 sierpnia 1937 w Grottaferrata) – włoski duchowny katolicki, wysoki urzędnik Kurii Rzymskiej, kardynał.
Ukończył seminarium w Tivoli, a następnie Akademię Dostojników Szlacheckich w Rzymie, gdzie uzyskał doktorat z teologii. Święcenia kapłańskie otrzymał 20 września 1878. W latach 1878-1884 był kanonikiem i archidiakonem w katedrze w Veroli. Prywatny szambelan de numero participantium od 1884. W 1889 mianowany kanonikiem w bazylice watykańskiej. Uzyskał następnie dalsze godności kościelne, takie jak prałaturę i tytuł infułata. Od 1905 prefekt pontyfikalnego domus. Był kawalerem kilku orderów: Orderu Korony Prus, Orderu św. Ferdynanda, Orderu Korony Syjamu i innych.
Kreowany kardynałem diakonem w 1911 roku. W styczniu 1914 wybrany na przeora zakonu joannitów. Brał udział w konklawe 1914. 1 grudnia 1915 został prefektem nowo utworzonej Kongregacji Seminariów i Uniwersytetów. W latach 1918–1937 był protektorem Kolegium Ameryki Pn. w Rzymie. Podczas konklawe 1922 był kardynałem protodiakonem. Ogłosił wybór i koronował Piusa XI. Jako legat papieski uczestniczył w wielu kongresach eucharystycznych i muzycznych. W 1928 włączony do grona kardynałów-prezbiterów, jego diakonia została podniesiona do rangi kościoła prezbiterialnego. W 1932 został przewodniczącym Pontyfikalnej Komisji Studiów Biblijnych, a także kanclerzem Uniwersytetu Gregoriańskiego i przewodniczącym Instytutu Muzyki Sakralnej. Nigdy nie przyjął święceń biskupich. Pochowany w rodzinnym mieście.